# Alexej Milčakov
Alexej Jurjevič Milčakov (rusky Алексей Юрьевич Мильчаков; *30. dubna 1991 Leningrad) je ruský vojenský velitel, sabotér a válečný zločinec, který působí na východní Ukrajině od roku 2014. Původně člen úderných jednotek luhanského separatistického velitele Alexandra Bednova, pod vlivem neonacistické Ruské imperiální ligy se svou pravou rukou Janem Petrovským založil vlastní bojovou skupinu. Je spojován s případy zvěrstev během války v Sýrii a války v Donbasu, včetně mučení, nelidského zacházení a hanobení těl.
V roce 2017 byl Milčakov obviněn z vraždy 40 ukrajinských zajatců. V roce 2022, díky ruské invazi na Ukrajinu, obnovil svou aktivitu v regionu jako člen Wagnerovy skupiny. Během invaze se pravděpodobně podílel na popravách zajatců, a také dalších válečných zločinech.
Nachází se na sankčních seznamech Evropské unie, Spojených států a mnoha dalších zemí. V roce 2024 byla jeho jednotka vyslána do Karélie, aby posílila rusko-finskou hranici. V roce 2025 Rusko šokovalo video, kde s Milčakovem oznamuje spolupráci Apti Alaudinov, vůdce Kadyrovců. Milčakov udržuje blízké vztahy s neonacistickými organizacemi v Polsku, Norsku, Švédsku, Finsku a také mezinárodní ultrapravicovou teroristickou sítí Atomwaffen Division.